# Ostedes spinipennis
Ostedes spinipennis là một loài bọ cánh cứng trong họ Cerambycidae.